# Сор-Осгор (Ланды)
Сор-Осго́р (фр. Soorts-Hossegor) — коммуна на юго-западе Франции в департаменте Ланды (регион Аквитания). Курортный городок, расположенный на побережье Атлантического океана.

## География
Курортный город Сорт-Осгор принадлежит к череде курортов французского Серебряного берега. Он расположен в историческом крае Марен природной области Гасконские Ланды между ландским лесом и Бискайским заливом. По территории коммуны протекают ручьи Бурре и Будиго, скромные остатки прежнего русла реки Адур. Коммуна непосредственно граничит с коммунами Сеньос и Капбретон.

## История
Морской курорт Оссегор был открыт в начале XX века на атлантическом побережье Аквитании между буржуазным Зимним городом Аркашона, который посещали жители Бордо, и аристократическим Биаррицем, который посещала публика из множества стран. Курорт был открыт за несколько лет до официального введения во Франции оплачиваемых отпусков и, поначалу, он привлекал зажиточную публику, преимущественно из парижского круга литераторов и интеллектуалов. Одной из первых знаменитостей, выбравших Оссегор местом отдыха, стал французский писатель Жозеф-Анри Рони младший в 1903 году, затем сюда приехал писатель Поль Маргерит в 1909 году. Впоследствии сюда стали наведываться другие деятели искусств, в том числе Шарль Деренн (фр. Charles Derennes) в 1913 году, затем юрист и историк Максим Леруа (фр. Maxime Leroy), журналист Гастон Шеро, автор приключенческих романов Пьер Бенуа, поэт Тристан Дерем и политик Леон Блюм вплоть до 1920 года. Местный писатель Серж Барран в своей работе Nos Landes, изданной в 1927 году, всячески способствовал формированию мифа о некой «литературной школе Оссегора».
После Второй мировой войны основной публикой Оссегора стала буржуазия «Большого юго-запада Франции» и Парижа, а именно промышленники, преподаватели университетов и врачи.
Начиная с 1920-х годов рост популярности курорта сопровождался различными девелоперскими проектами, выполненными в нео-баскском стиле, сформировав в Оссегоре своеобразный «город-парк». В эти годы построили казино Sporting Casino, позже признанное национальным историческим памятником.
Изначально коммуна называлась Сортс, но в 1913 году к этому имени добавили топоним Оссегор; так называлось приморское озеро в этом районе.

## Достопримечательности
Среди объектов религиозного наследия следует упомянуть две церкви (в Сортсе и в Оссегоре), а также часовню Нотр-Дам в дюнах.
К светским достопримечательностям коммуны можно отнести:
- Пример монументальной живописи «Большая волна», работы Доминика Энтони. Реалистичное изображение доминирует над дюнами и приморским бульваром.
- Фасады зданий в нео-баскском стиле
- Казино Sporting Casino, внесённое в дополнительный список национальных исторических памятников указом от 18 декабря 1991 года.

Природной достопримечательностью коммуны считается озеро Оссегор (фр. lac d'Hossegor), относящееся к категории приморских озёр.

## Спортивные соревнования
Ежегодно в конце сентября самые сильные сёрферы мира собираются в Оссегоре для участия в соревновании Quiksilver Pro France, которое считается мировым первенством среди профессионалов. Некоторое время в Оссегоре размещалась Французская федерация сёрфинга.
Другое мероприятие устраивается на курорте в пасхальные выходные; речь идёт о распродаже костюмов для сёрфинга, где собирается более 100 000 человек. В январе соревнования эндуро в Оссегоре собирают около 300 мотоциклистов, устраивающих заезды на песчаных пляжах, которые целый год очищались муниципальными службами.
Каждое лето в Оссегоре проходит Гран-при Ландов по гольфу; в первый уикенд августа на площадках Оссегора собираются сильнейшие игроки Франции и Испании.

## Массовые мероприятия
- «Ronde des sables» (заезды мотоциклистов в дисциплине эндуро на пляже), в январе
- «Книжная ярмарка», в июле
- «Latinossegor» (музыкальный и танцевальный фестиваль латинской музыки), последний уикенд августа / первый уикенд сентября
- «Rip Curl Pro» (соревнование по сёрфингу (WQS)), в августе
- «Quiksilver Pro France» (этап чемпионата мира по сёрфингу (WCT))
- Фестиваль воздушных змеев, в октябре

- «Большая волна», настенная роспись
- Приморское озеро Оссегор
- Чемпионат по сёрфингу Quiksilver Pro France
- Сёрферы в Оссегоре в октябре